# Kruiswissel

doorgaande trein
korte trein
korte trein
lange trein

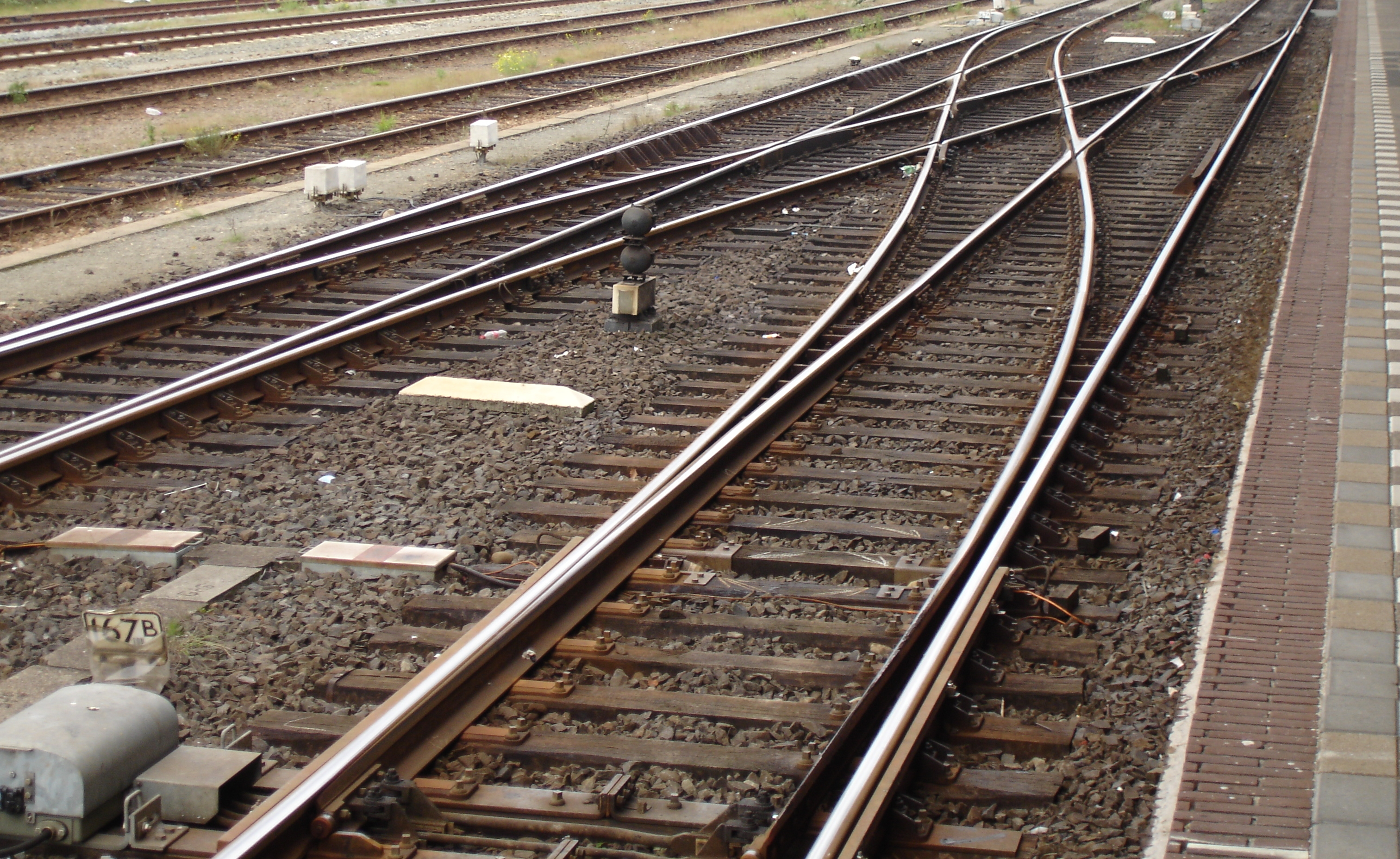

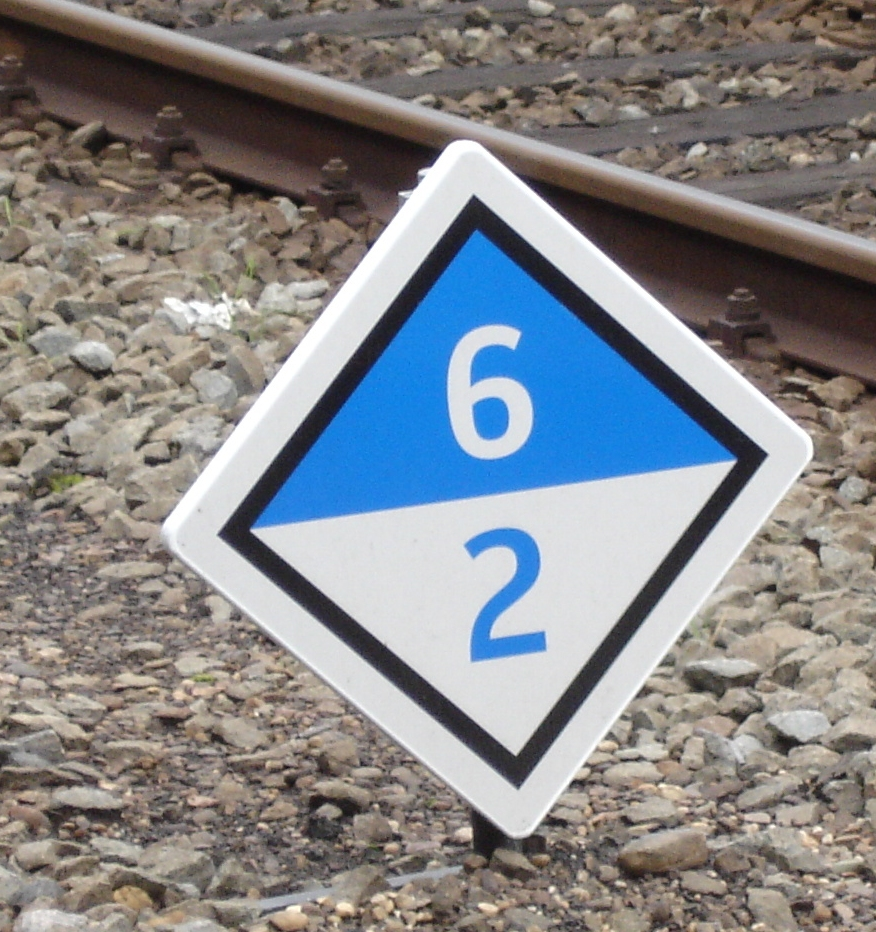
Hier wordt gestopt door een trein van zes bakken die het hele spoor gebruikt, of een trein van twee bakken die het halve spoor gebruikt.

Een kruiswissel is bij de spoorwegen een combinatie van vier wissels en een kruising. Door deze constructie is het mogelijk in beide richtingen van het ene spoor op het andere te komen.
In zijn eenvoudigste vorm bevat een kruiswissel vier gewone wissels en een kruising. Eventueel kunnen een of meer wissels vervangen worden door een Engels wissel. Op een groot emplacement zijn daar legio voorbeelden van te vinden.
Een populaire toepassing van een kruiswissel is zichtbaar op de foto en op de tekening bovenaan. Het perronspoor is door een kruiswissel verbonden met een spoor dat daaraan evenwijdig loopt. Dat tweede spoor kan worden gebruikt voor een trein die in dit station niet stopt. Die trein rijdt over rechtliggende wissels, dus met volle snelheid, en blijft bovendien op veilige afstand van het perron. Het tweede spoor geeft echter ook, voor korte treinen, via het kruiswissel toegang tot het perronspoor. Het perron is namelijk lang genoeg voor twee korte treinen. Dankzij het kruiswissel kunnen de treinen onafhankelijk van elkaar aankomen en vertrekken.
De lengte van een kruiswissel is ongeveer 60 meter. Dat is dus de minimale afstand tussen twee korte treinen en dat betekent dat passagiers vrij ver moeten lopen om tussen de korte treinen over te stappen.
Wil men buiten een station een overloopmogelijkheid maken tussen de twee sporen, dan gebruikt men meestal twee aparte paren wissels. Zo bespaart men op de kruising. Er is daar immers ruimte genoeg.

## Modelspoorweg
In de modelspoorbouw werd de naam kruiswissel vroeger wel gebruikt als een Engels wissel werd bedoeld. Dit komt waarschijnlijk door een vertaling van het Duitse Kreuzungsweiche, wat Engels wissel betekent. Op het eerste gezicht is een Engels wissel ook goed bruikbaar om een overloopmogelijkheid te maken tussen twee evenwijdige sporen. Men zal dat in het grootbedrijf echter nooit zien. Het is daardoor immers niet mogelijk met volle snelheid op hetzelfde spoor door te rijden, en bovendien zullen tegemoetkomende treinen elkaar hinderen, zelfs als ze aan dezelfde kant van de constructie blijven.

## Van Dale
Zeer warrig is de omschrijving in Van Dale (1992, 1999). Hier staat:
'Engelse wissel, spoorkruising met vier tongstellen, gevormd door twee volle wissels die elkaar in het midden snijden.'
De eerste definitie is, zoals gezegd, ontleend aan het taalgebruik van modelspoorbouwers. De tweede definitie kan zowel een Engels wissel als een kruiswissel zijn. De derde definitie is goed.